# Pic Francs
Le pic Francs (Francs Peak en anglais) est le point culminant de la chaîne Absaroka qui s'étend aux États-Unis du centre du Montana au sud jusqu'au centre du Wyoming au nord. Situé dans la réserve sauvage Washakie Wilderness de la Forêt nationale de Shoshone, le pic est assez facile à escalader avec moins d'une journée d'escalade. Il fut nommé d'après Otto Franc, un éleveur de bétails et juge de la région du Big Horn Basin.